# Yanceyville
Yanceyville è una località degli Stati Uniti d'America, capoluogo della contea di Caswell, nello Stato della Carolina del Nord.